# Щерба, Николай Николаевич
Николай Николаевич Щерба (18 марта 1941, Лакомая Буда, Климовский район, Брянская область, РСФСР, СССР — 3 декабря 1993, Москва, РФ) — советский и российский библиограф, краевед и преподаватель, профессор.

## Биография
Родился 18 марта 1941 года в Лакомой Буде. В 1959 году поступил в МГБИ (МГИК), который он окончил в 1964 году. В 1964 году был принят на работу во Владимирскую ОНБ имени А. М. Горького, где он работал в должности библиографа и краеведа вплоть до 1967 года. В 1967 году поступил в аспирантуру МГИКа, которую он окончил в 1970 году и остался в МГИКе на постоянной основе вплоть до смерти — работал ассистентом, старшим преподавателем, доцентом, профессором кафедры общей библиографии.
Скончался 3 декабря 1993 года в Москве после продолжительной болезни.

## Научные работы
Основные научные работы посвящены библиографоведению и краеведению. Автор свыше 190 научных, учебно-методических и исследовательских работ.